# Gautosjö
Gautosjö is een gehucht binnen de Zweedse gemeente Arjeplog. Het dorp ligt aan een meer, dat onderdeel uitmaakt van de stroming van de Lais. Gautosjö dient als begin- of eindplaats van natuurwandelingen of als plaats om te vissen (zomer) of het gebruik van sneeuwmobiel in de winter.
Bestuurscentrum: Arjeplog (tätort)
Småort: Laisvall · Slagnäs
Overig: Adolfström · Gautosjö · Hällbacken · Jäkkvik · Kasker · Kurrokvejk · Laisvall by · Luokta-Mavas · Maskaur · Mellanström · Miekak · Örnvik · Racksund · Semisjaur-Njarg · Ståkke · Svaipa · Tjärnberg · Västra Kikkejaur